# Bildungsgut Schmochtitz Sankt Benno
Das Bildungsgut Schmochtitz Sankt Benno (obersorbisch Smochčanske kubłanišćo swjateho Bena; bis 2020 Bischof-Benno-Haus, Dom biskopa Bena) ist eine aus dem ehemaligen Gut Schmochtitz hervorgegangene Anlage des Bistums Dresden-Meißen, die vornehmlich als katholische Bildungs- und Tagungseinrichtung bzw. als Veranstaltungsort und Herberge genutzt wird.

## Lage
Das Bildungsgut Schmochtitz liegt innerhalb des ehemaligen Ritterguts im Bautzener Ortsteil Schmochtitz, etwa 6 km nordwestlich von Bautzen.

## Geschichte

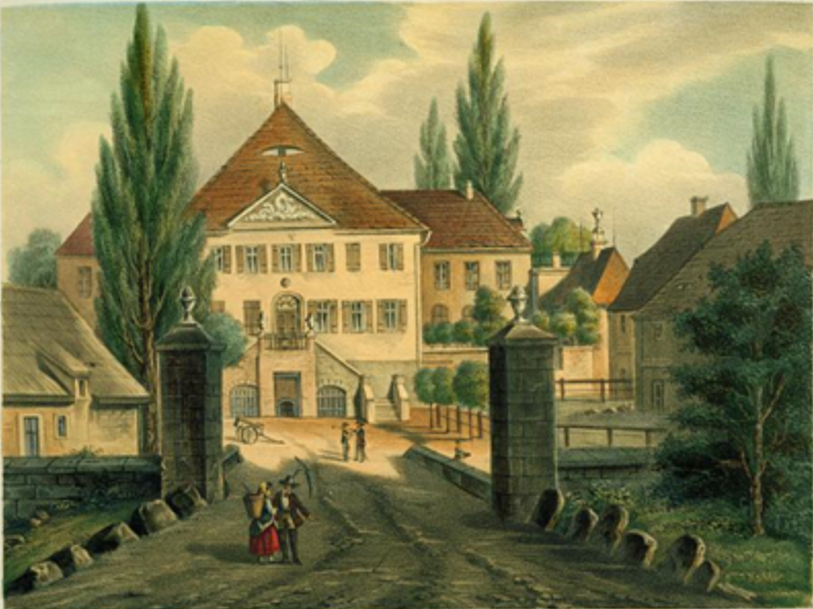
Schmochtitz einst: altkolorierte Lithographie nach Heise in Album der Schlösser und Rittergüter im Königreich Sachsen.

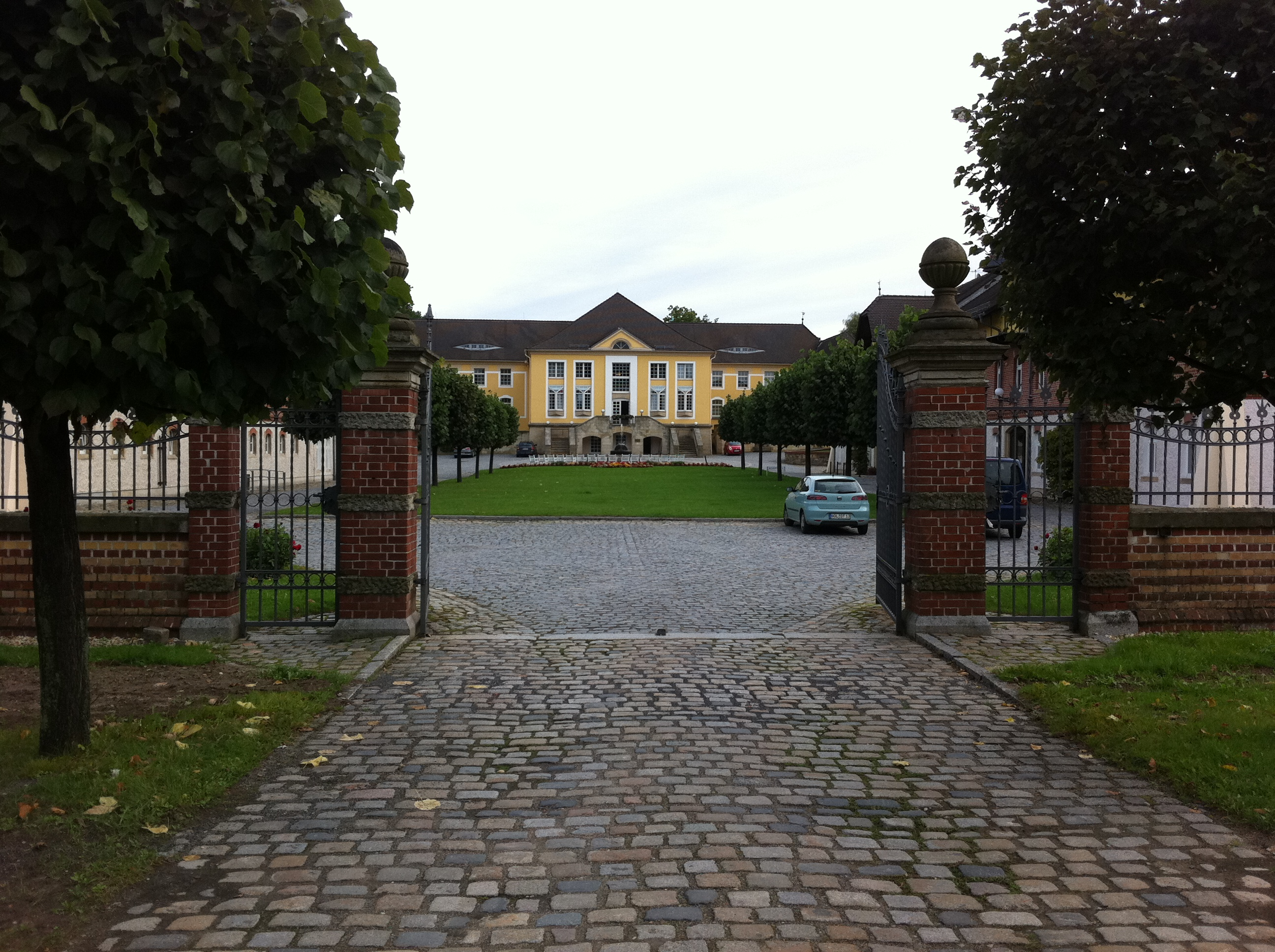
Schmochtitz heute: mittig Haupthaus mit Allee. Seitlich Nebengebäude, im Vordergrund historische Einfriedung von 1893

Das heutige Bildungsgut Schmochtitz, zunächst Mitte der 1980er Jahre als Erholungsheim für Eltern und Kinder mit Behinderung gedacht, wurde in den 1990er Jahren (1. Oktober 1990) an Stelle der Ruine eines ehemaligen Herrenhauses aus dem Jahr 1770 errichtet. 1992 fand dessen Einweihung als Bischof-Benno-Haus statt. Namenspatron der Anlage ist Bischof Benno von Meißen. Am 7. September 2020 wurde das Bischof-Benno-Haus in „Bildungsgut Schmochtitz Sankt Benno“ umbenannt.
Nach Vorbild des historischen Ensembles errichtet, fußt die Anlage auf einer mittelalterlichen Wehranlage, deren Standort unter dem heutigen Haupthaus bzw. in dem ehemaligen Obstgarten der heutigen Parkanlage, die südwestlich des Haupthauses in der zweiten Hälfte des 18. Jahrhunderts angelegt wurde, vermutet wird. Möglicherweise befand sich an dieser Stelle in Schmochtitz eine Zollstation der Via Regia, ein Fund mittelalterlich geprägter Münzen lässt darauf schließen.
Zunächst waren seit dem 14. Jahrhundert versippte Familien aus dem Oberlausitzer Adel als Eigentümer des Gutsdorfes Schmochtitz verzeichnet, darunter die Familie von Schreibersdorf und die Herren von Pannewitz. Das Rittergut wurde erstmals 1568 erwähnt. Im 17. Jahrhundert waren Angehörige der Familie von Pentzig (Wiegandt Adolf von Pentzig), im 18. Jahrhundert die Familie von Warnsdorf Besitzer, bevor 1753 Anton Christian von Kleist das kriegsbeschädigte Rittergut an Matthias Joachim Ernst Manteuffel-Kiełpiński verkaufte, der es bereits zehn Jahre später an Peter August von Schönberg veräußerte.
Schönberg ließ unter zur Hilfenahme des Bauconducteurs Matthäus Daniel Pöppelmann der Jüngere, Anlage und Park großzügig im Stil des Rokokos umgestalten. Durch Einheirat gelangte die Familie von Kielmannsegge 1802 in den Besitz der Gutsanlage, die 1812, ein Jahr vor der Schlacht bei Bautzen, beschädigt wurde, während der Schlacht jedoch als Lazarett genutzt, und 1813 durch französische Truppen, die gegnerische Waffen und Uniformen dort fanden, zerstört wurde. Park und Schloss wurden anschließend wiederaufgebaut, bevor 1821 der Verkauf durch Auguste Charlotte von Kielmannsegge an Johann Sigismund Graf Riesch auf Neschwitz erfolgte, der die Parkanlage im englischen Stil umgestalten ließ. Ab 1892 war der Zwickauer Ingenieur und Unternehmer Otto Thost (1858–1923) Eigentümer des Guts, der weitere Umbaumaßnahmen an den Wirtschaftsgebäuden ausführen ließ und wesentliche Barock- bzw. Rokokoelemente der Parkanlage zeitgenössisch als Landschaftspark umgestaltete. So wurden beispielsweise die Wasseranlagen um den Ringgraben im nördlichen Parkteil erweitert, das vorhandene Kanalsystem und zahlreiche Denkmäler akzentuiert bzw. ergänzt (Denkmal für die Gefallenen des Ersten Weltkriegs).

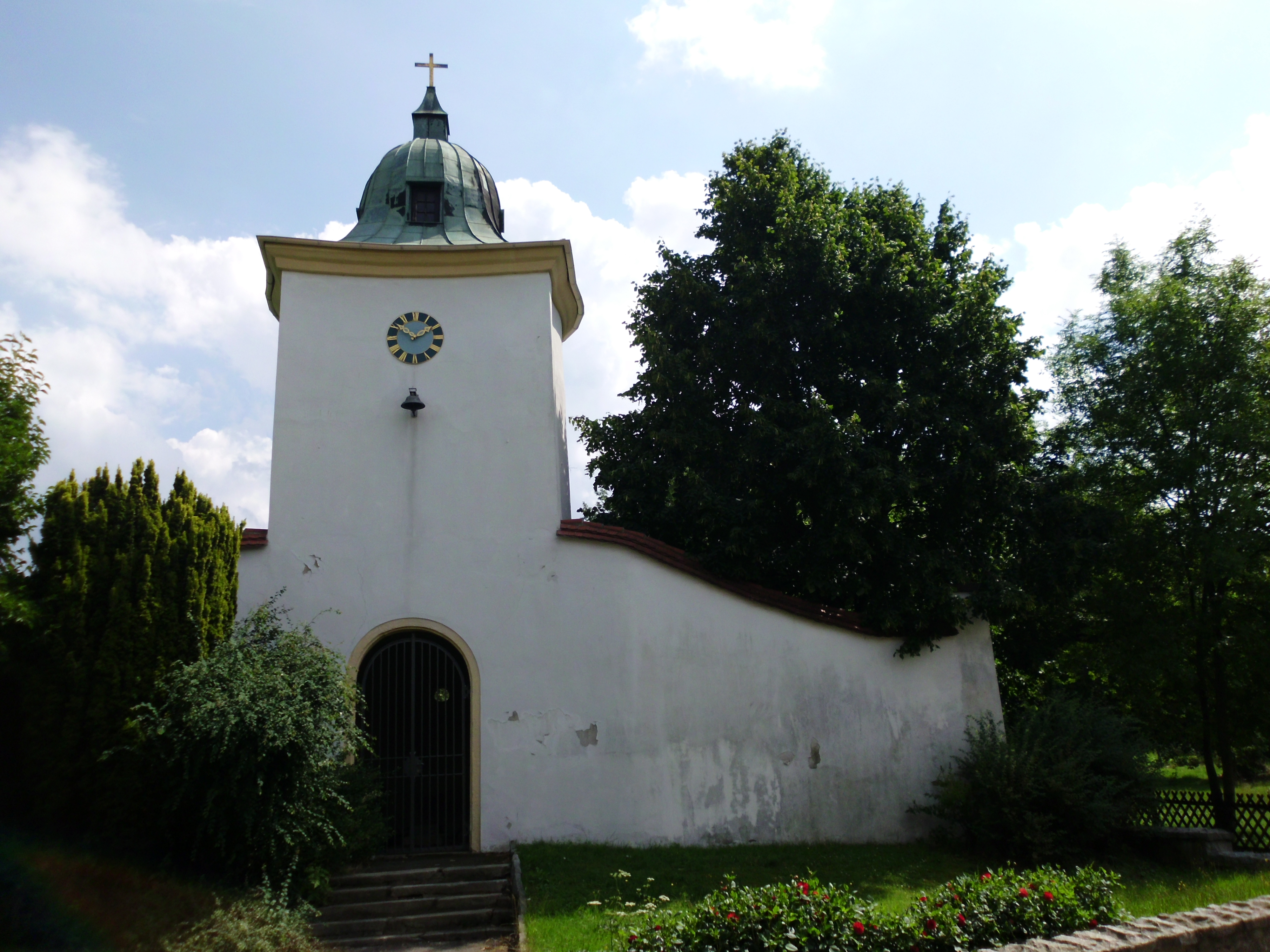
Bischof-Benno-Haus, vermutlich ursprüngliche Kapelle des 18. Jahrhunderts (sogenannter Taufturm gegenüber der Toreinfahrt)

Im Jahr 1921 erwarb das Bistum Meißen unter dem Bischof Christian Schreiber die Anlage, in der zwischen den Jahren 1927 und 1945 Priesteranwärter ihre Ausbildung erhielten. Nach dem Krieg blieben die Ländereien des Guts als Kirchengut erhalten, der etwa 100 ha große Besitz blieb als einziger von der Bodenreform im Kreis Bautzen verschont. Das ehemalige Rittergut wurde durch Bombenangriffe am 6. Mai 1945 nahezu vollständig zerstört. Einzig die Kapelle blieb von den Zerstörungen verschont, die im Zuge des Wiederaufbaus saniert wurde. Das Kirchengut wurde 1953 Teil der sogenannten Kircheneigenen Land- und Forstwirtschaft im Bistum Meißen.

## Beschreibung
Noch heute ist an der Anlage, bestehend aus Haupt- oder Herrenhaus, Kapelle, Orangerie, Nebengebäude (teilweise von 1893) und Park, wesentlich die Formsprache des Barocks aus der Zeit der Familie von Schönberg erkennbar. Das schlicht gehaltene Herrenhaus steht dabei im Mittelpunkt der Gesamtanlage. Daran umfassend die Landschafts- und Gartengestaltung, die durch Alleen bestimmt ist und sich in einen nordöstlichen und südwestlichen Teil gliedert.

### Gebäude
Das Haupthaus, ein Putzbau mit Walmdächern und Fledermausgauben, wird mittels ausgedehnter zweizügiger Freitreppe mit vorgelagerter Brunnenanlage begangen, seitlich schließen jeweils zurückgesetzte Seitentrakte an. Die neuzeitliche Kapelle wurde vom Kirchenraumgestalter Friedrich Press ausgestaltet und besitzt als Christusfigur eine Plastik von Klaus-Michael Stephan. Den südöstlichen Seitenflügel, der mit einem Torbogen abschließt, krönt das Wappen der Familie von Schönberg und ein Allianzwappen der Reichsgräfin Auguste Charlotte von Kielmannsegge, verwitwete Lynar, geborene Schönberg. An der neuzeitlichen Kapelle, senkrecht zur Durchfahrt auf rechteckigem Grundriss als eingeschossiger Anbau mit Walmdach und Korbbogen- bzw. Rundfenstern errichtet, befindet sich das (fehlerhafte) Wappen des Bischofs Christian Schreiber als Bischof von Meißen.

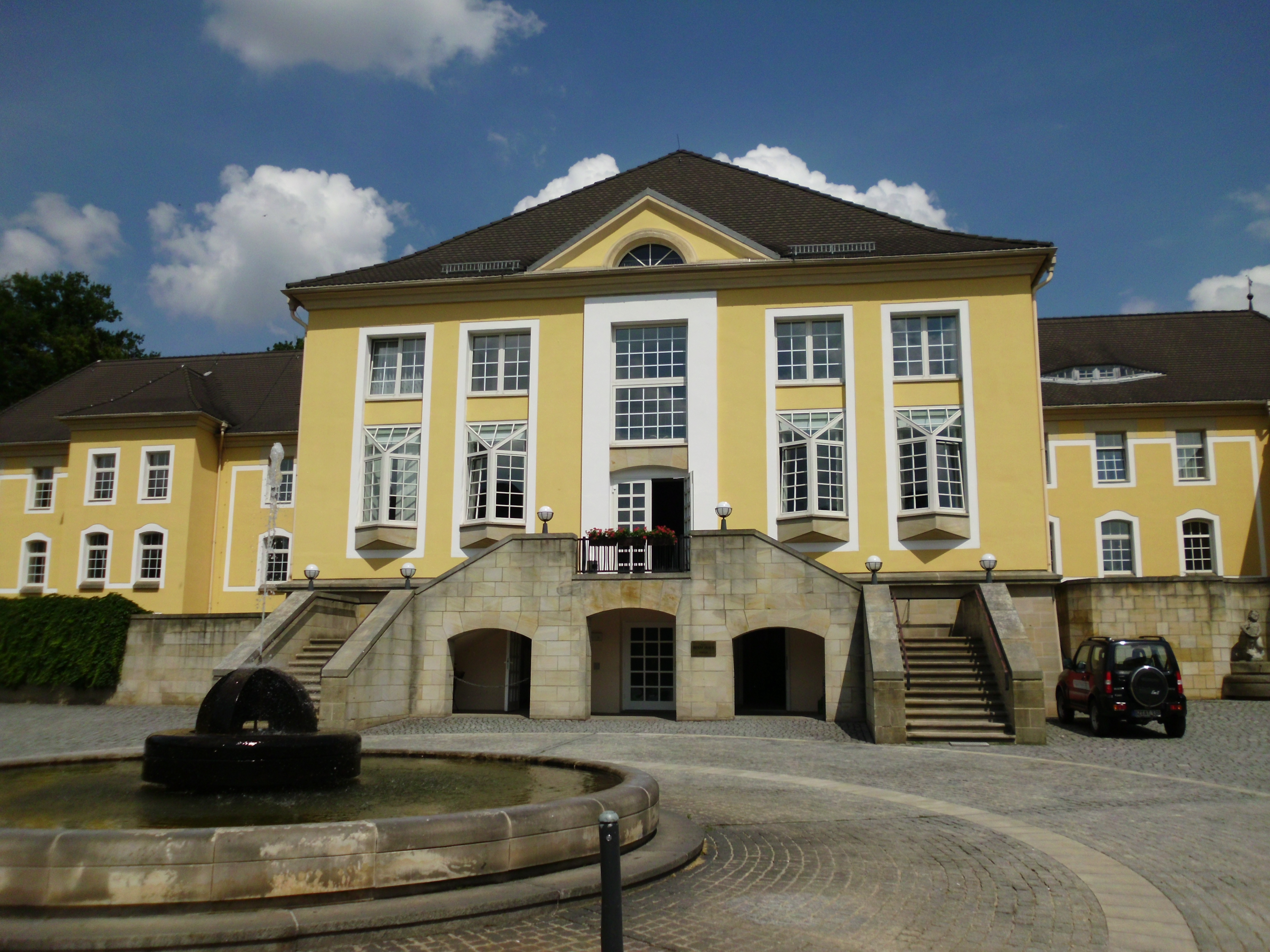
Haupthaus (Bischof Benno Haus)
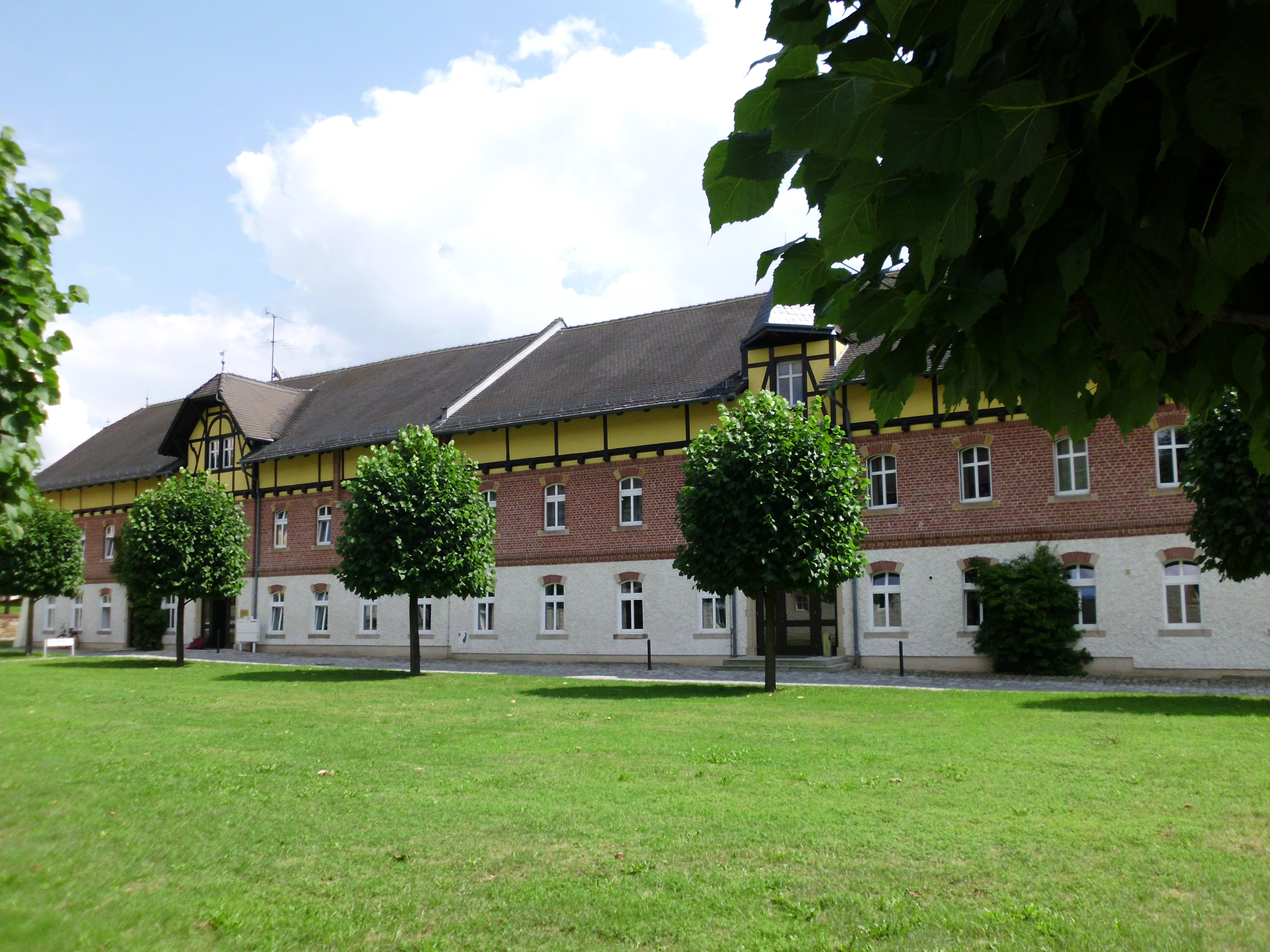
Ehemalige Wirtschaftsgebäude (Nebengebäude)
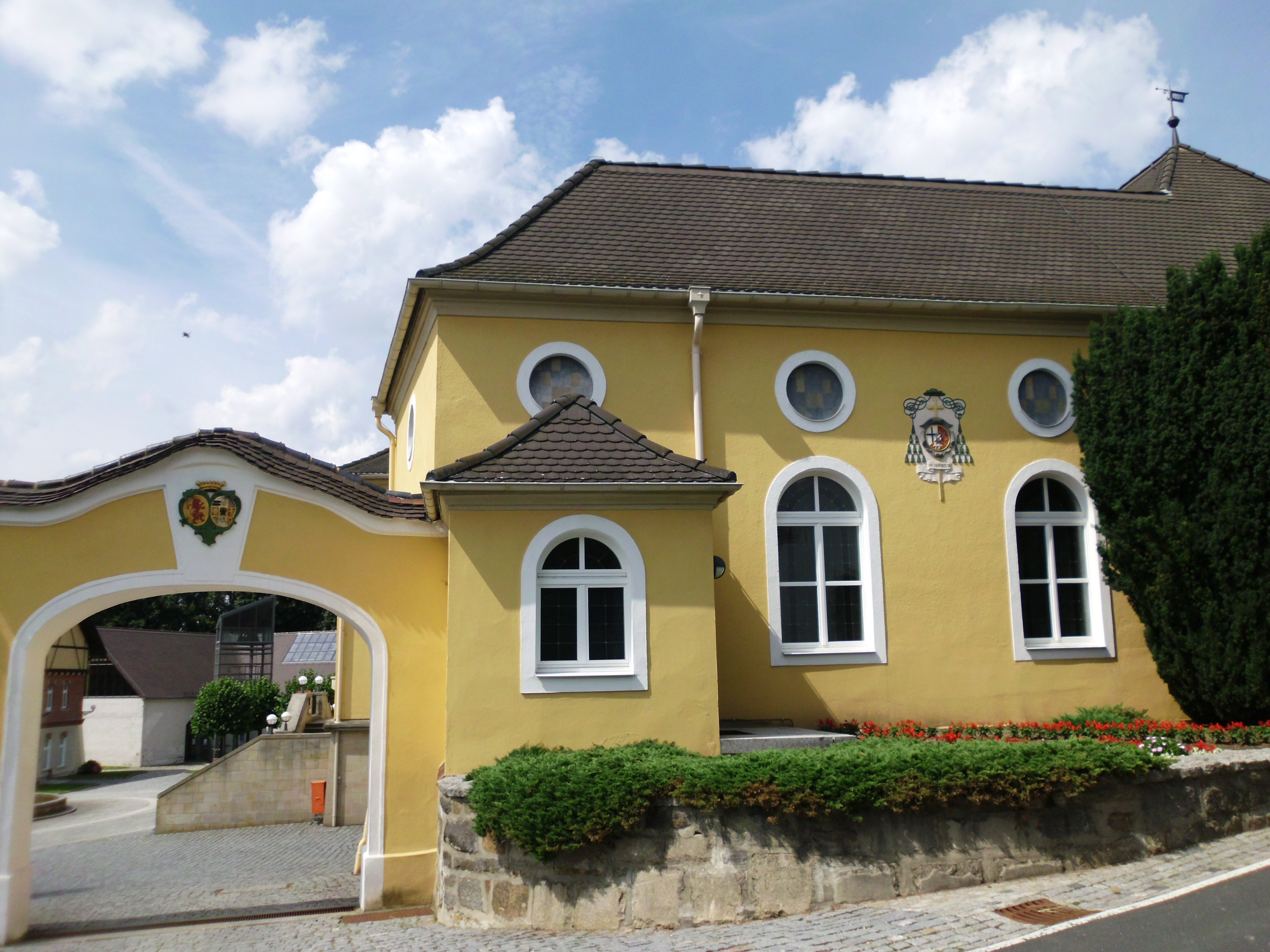
Neuzeitliche Kapelle mit Tordurchfahrt
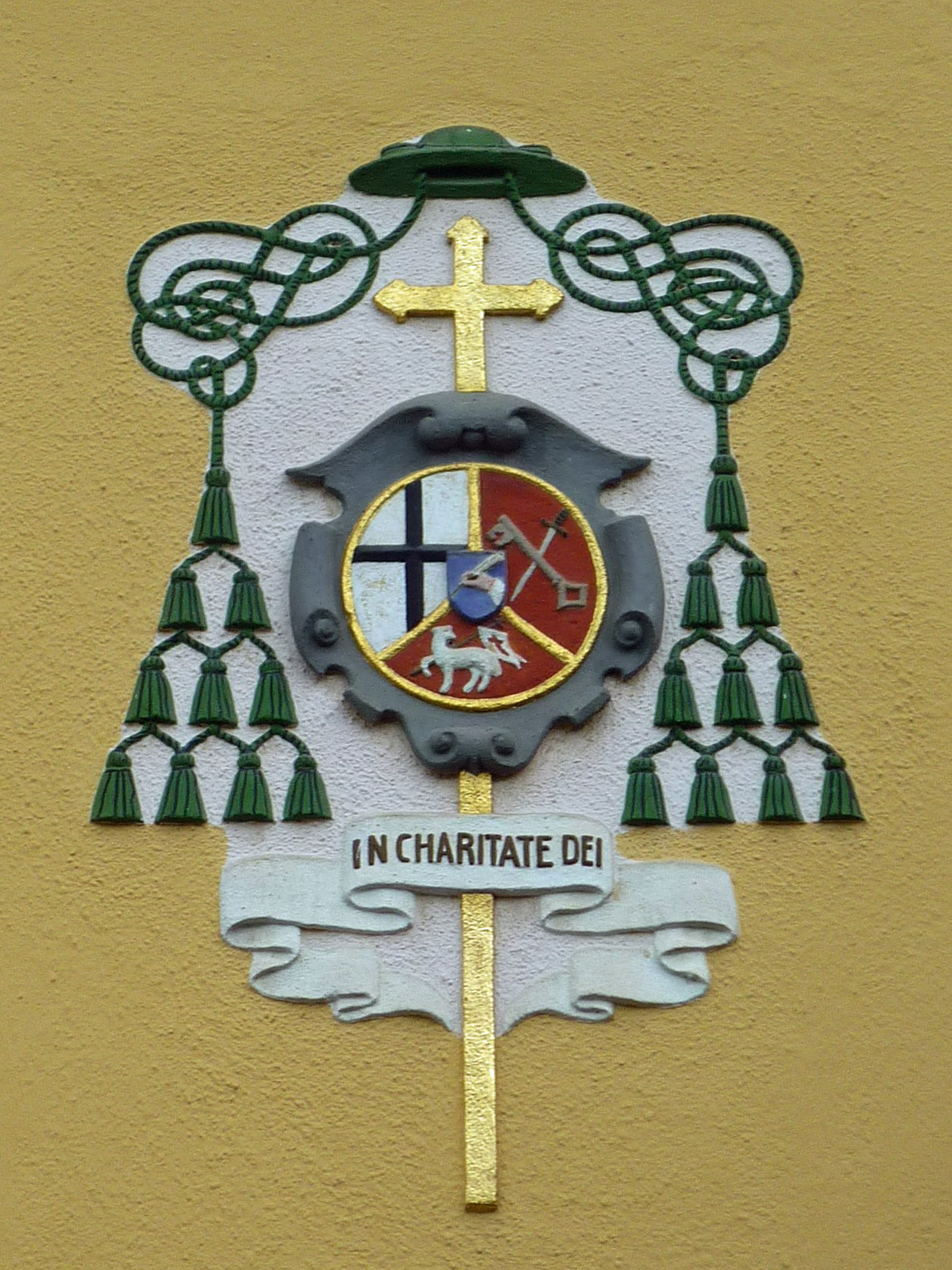
Bischofswappen Christian Schreibers
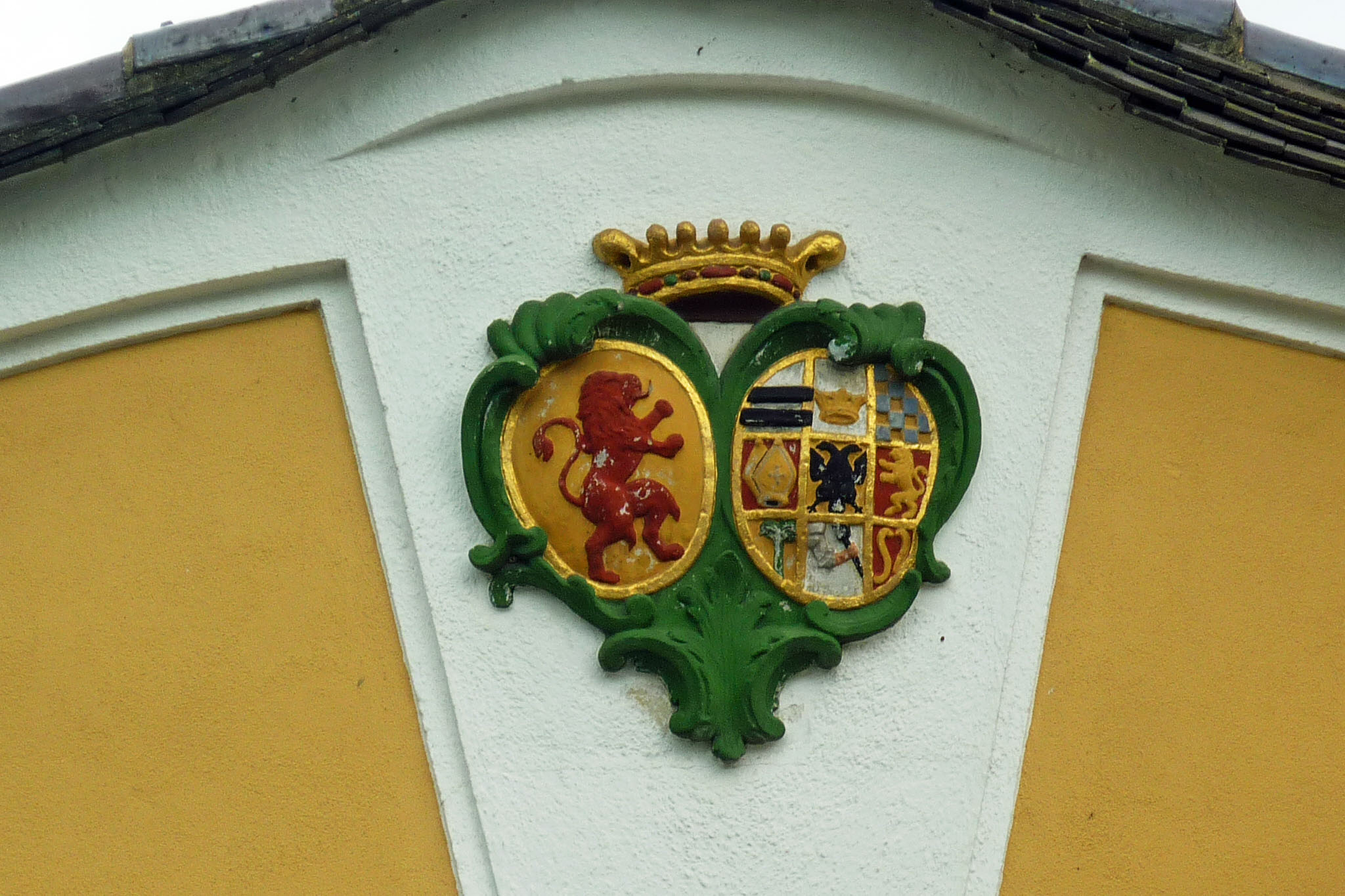
Wappen der Schönberg, Allianzwappen Kielmannsegge: bekrönt von einer Grafenkrone

### Parkanlage
Der Park ist Mitglied des Gartenkulturpfades beiderseits der Neiße. Dies verbessert die Möglichkeiten der Pflege (Parkseminare) und die Aussichten auf Förderung sowie die touristische Erschließung.

#### Südwestlicher Teil
Verbindung zwischen südlicher Freianlage und Haupthaus ist eine Lindenallee, flankiert von ehemaligen Wirtschaftsgebäuden, die an einer Sandsteinpalme endet, welche an den Besuch des Kurfürsten Friedrich August III. mit folgender Inschrift erinnern soll:

„Dem danckbaren Andencken der Gegenwart des besten Fürsten Friedrich August mit welcher Er von der liebsten Gemahlin begleitet am Tage der Budißiner Huldigung Schmochtitz begnadigte wiedmete dieses Denckmal Peter August von Schoenberg.“

Eine Knabenfigur mit Medaillon zeigt dort mit reitendem Kurfürsten - ′ADVENTUS OPTIMI PRINCIPIS′ - die Jahreszahl 1769. Die Allee überquert ein Wassergraben mit zwei Bogenbrücken. Weitere Bestandteile der Anlage sind ein Teich, Wasserrondell in der Allee, die Insel mit Gefallenen Denkmal und ein weiterer Gedenkstein am Ende des Parks.

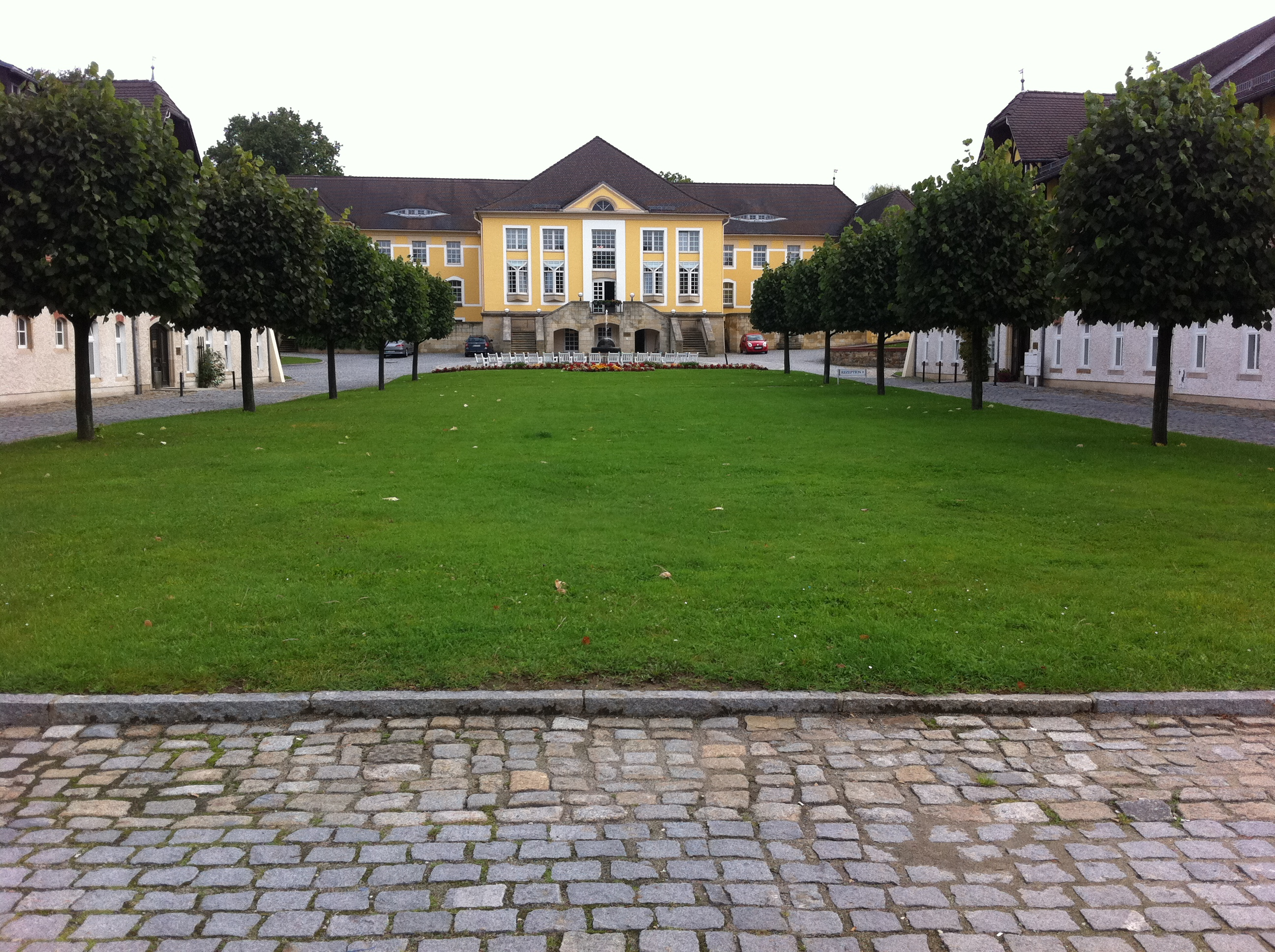
Südliche Allee in Richtung Park
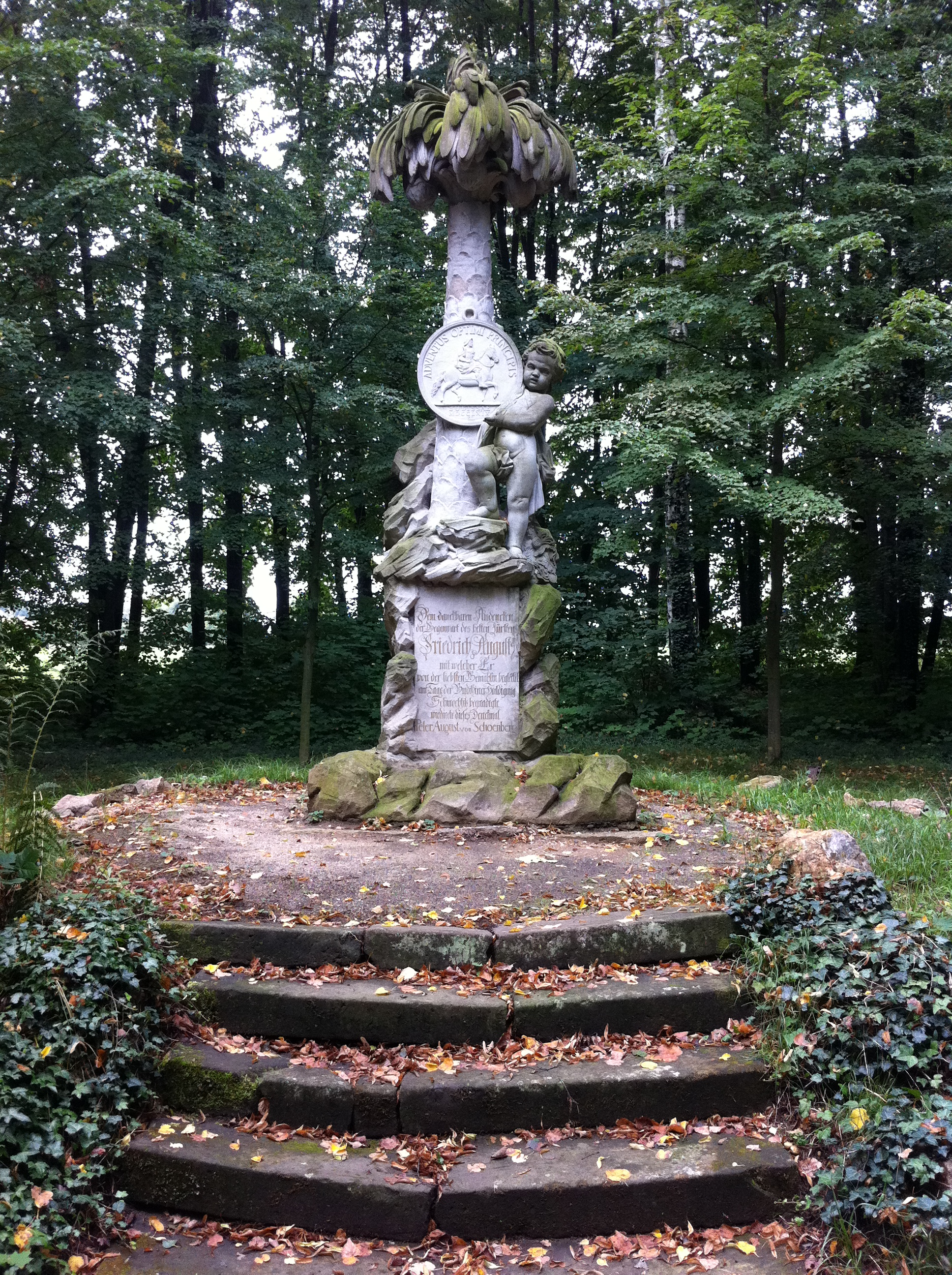
Palme am Ende des südlichen Parks
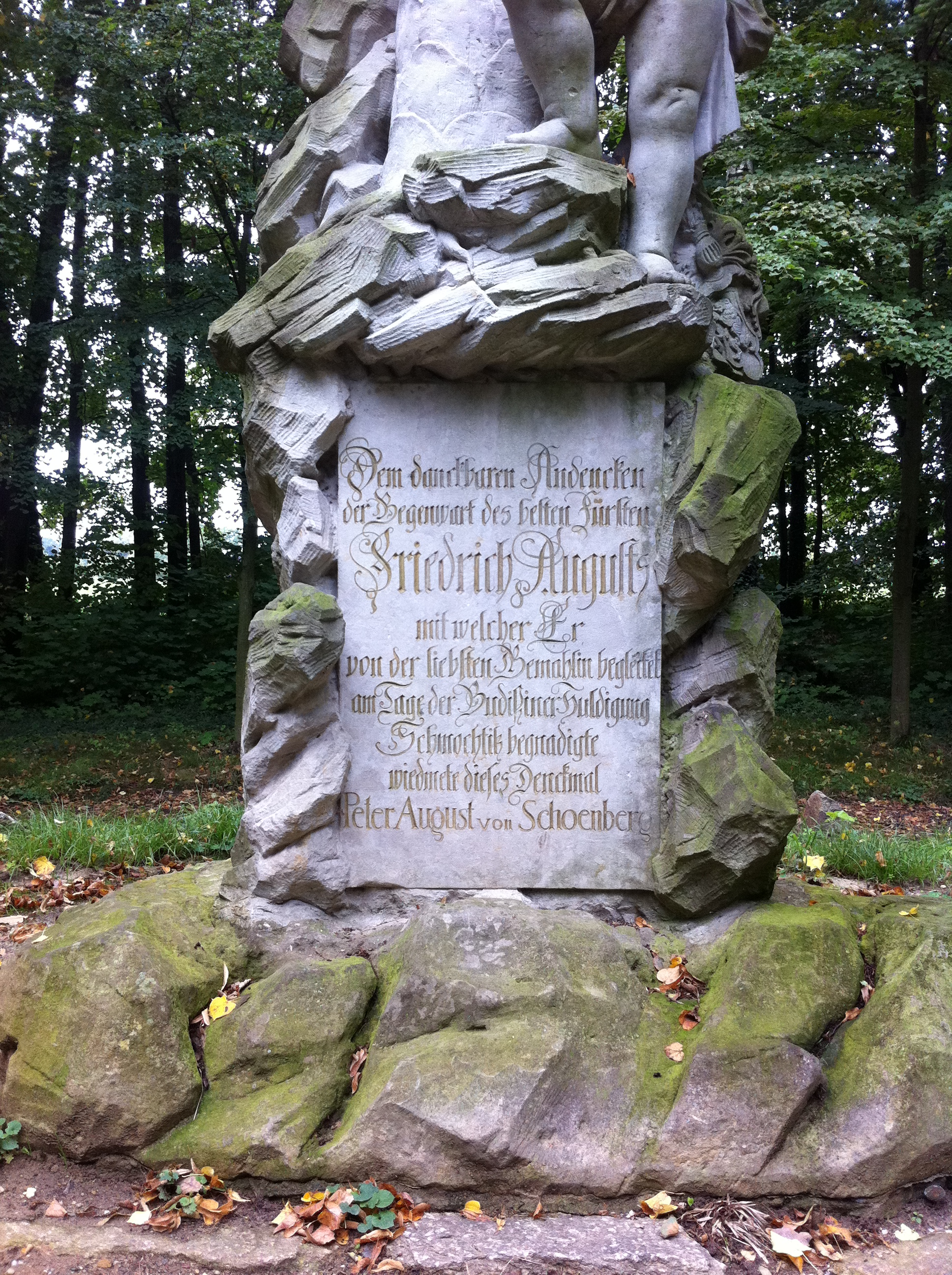
Sockel Sandsteinpalme, Inschrift

#### Nordöstlicher Teil
Nördlich des Haupthauses bzw. ehemaligen Schlosses befindet sich ein Gartenpavillon; eine Hommage an den ehemaligen Sonnentempel. Im Zuge des Wiederaufbaus des Haupthauses wurden Grünflächen mit zentraler Brunnenanlage im Barockstil neu angelegt. Eine Sphinx (gestaltet durch Schüler des Balthasar Permoser) soll an den Sieg Napoleons an den ägyptischen Pyramiden erinnern.

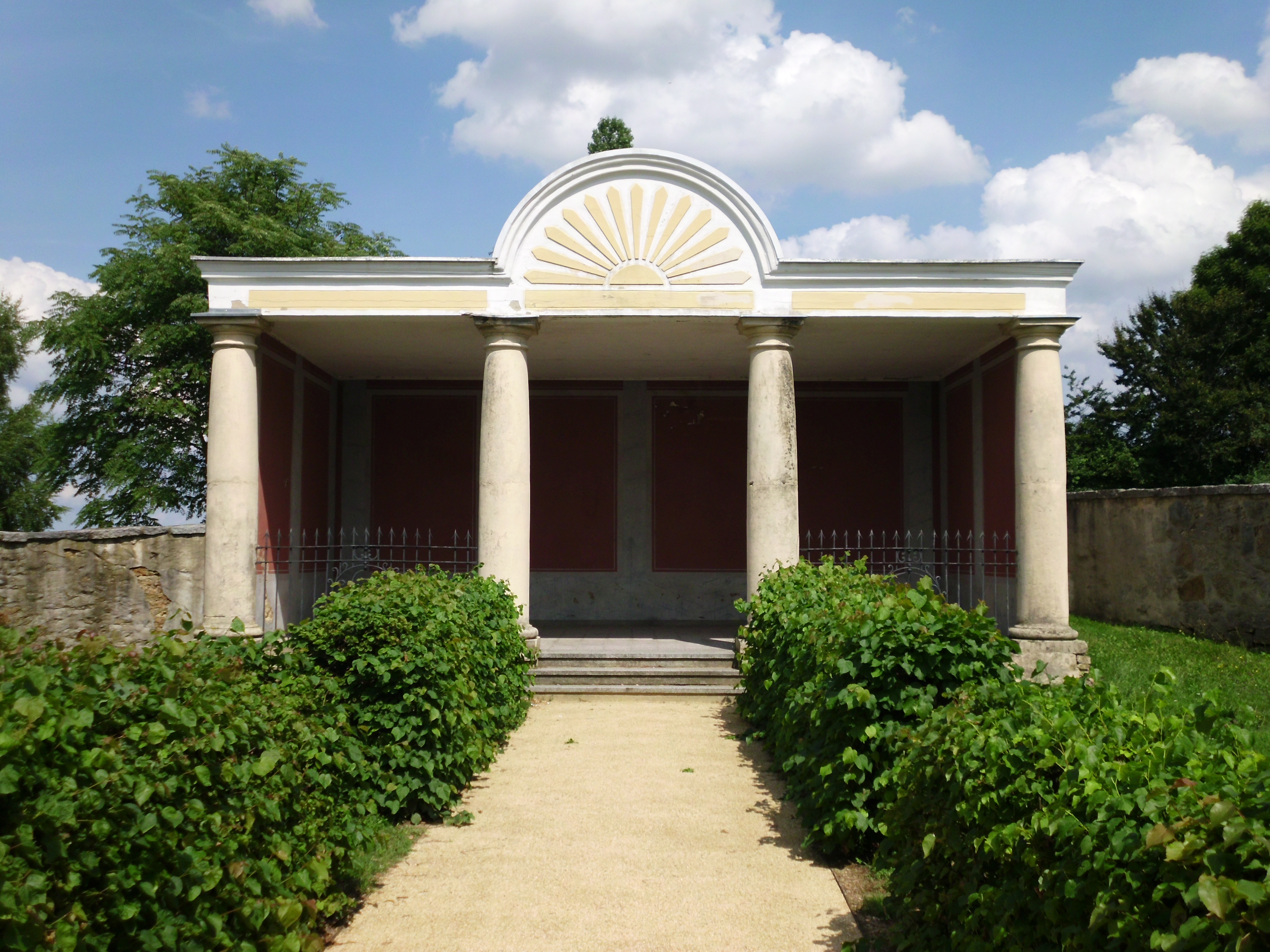
Hommage an den ehemaligen Sonnentempel am Ende des nördlichen Parks (vermutlich durch Wilhelm Otto Thost)
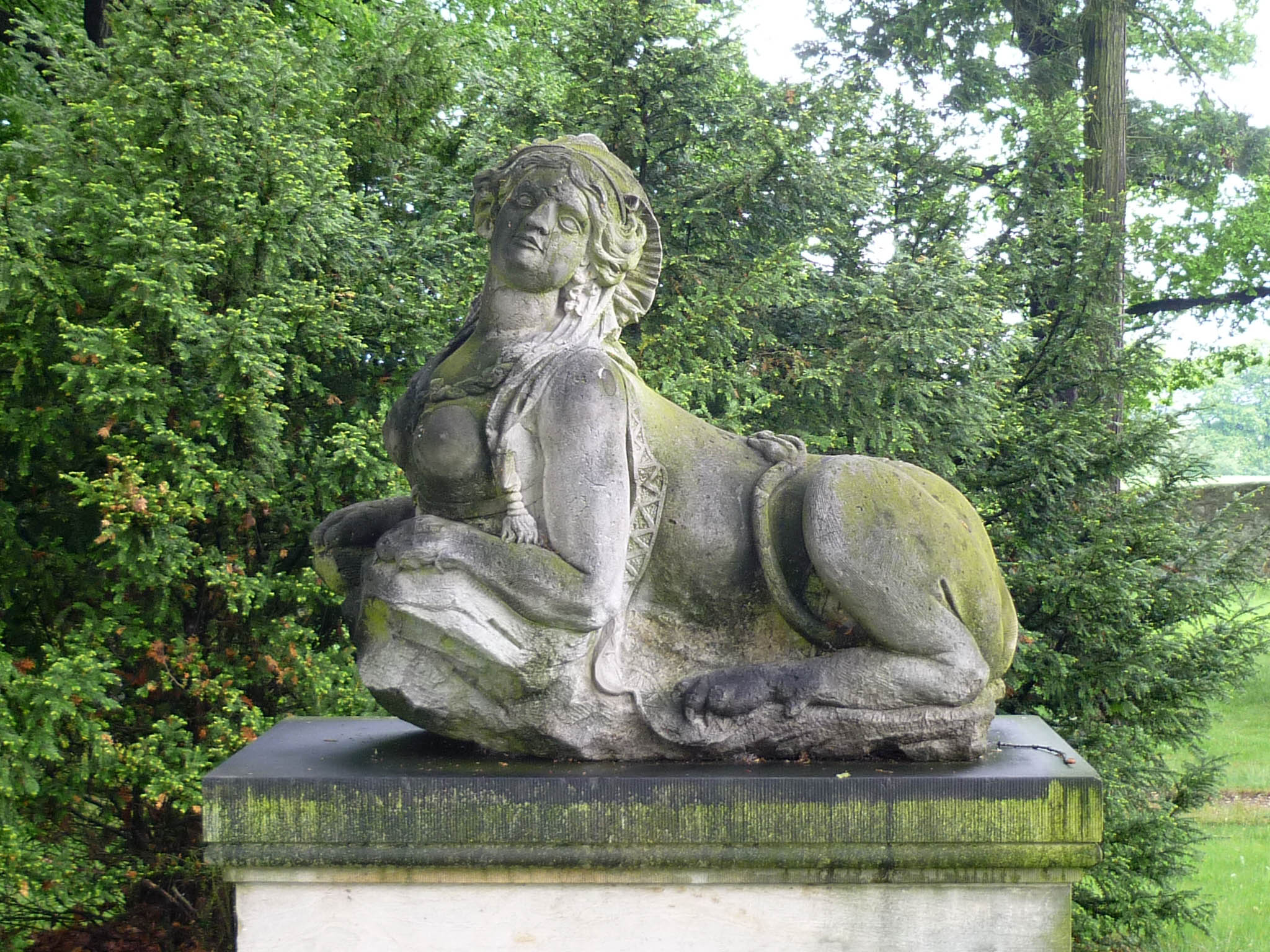
Steinerne Sphinx, gestiftet durch die Gräfin Kielmannsegge
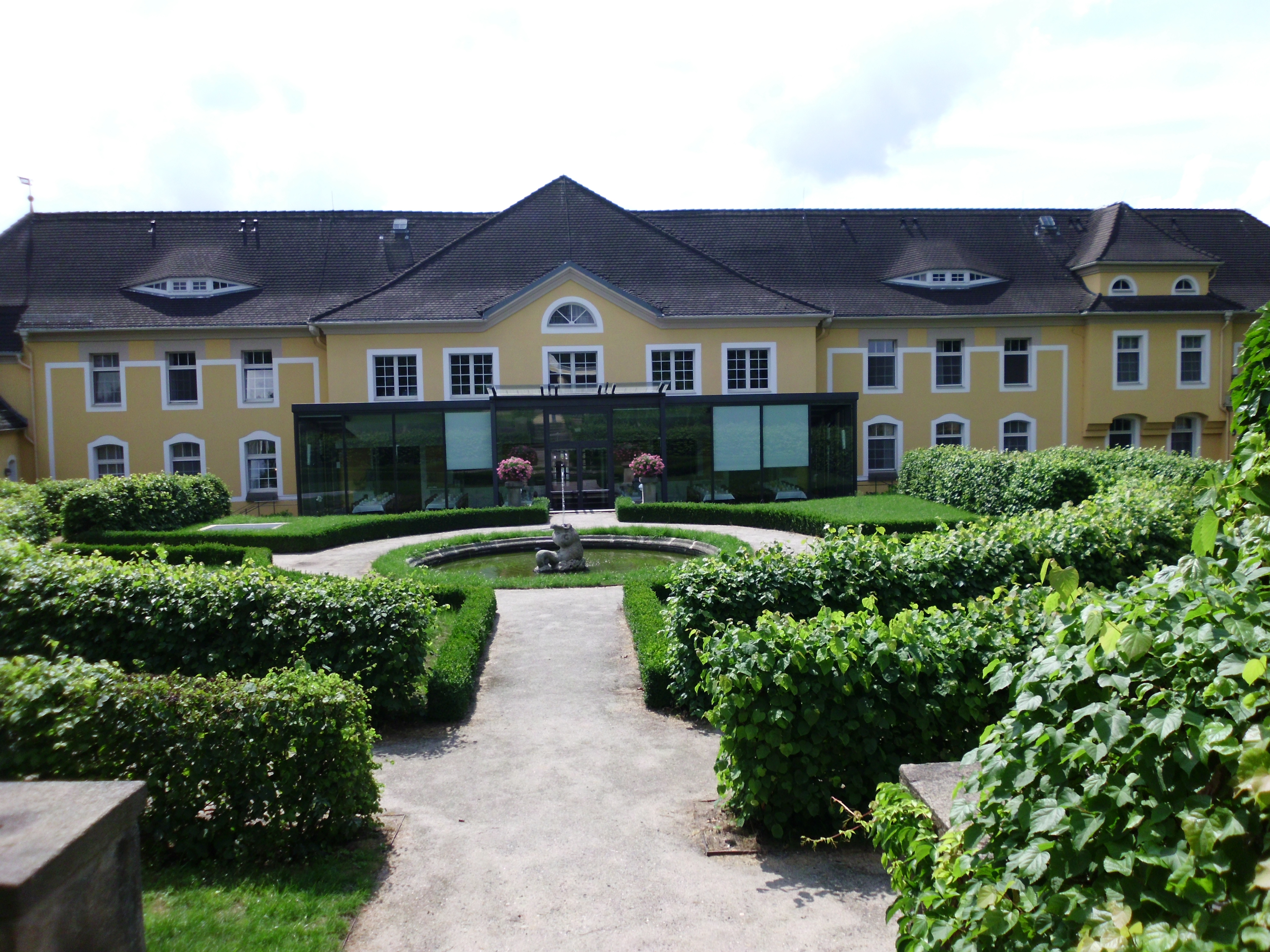
Haupthaus, Rückseite mit nördlichem Park
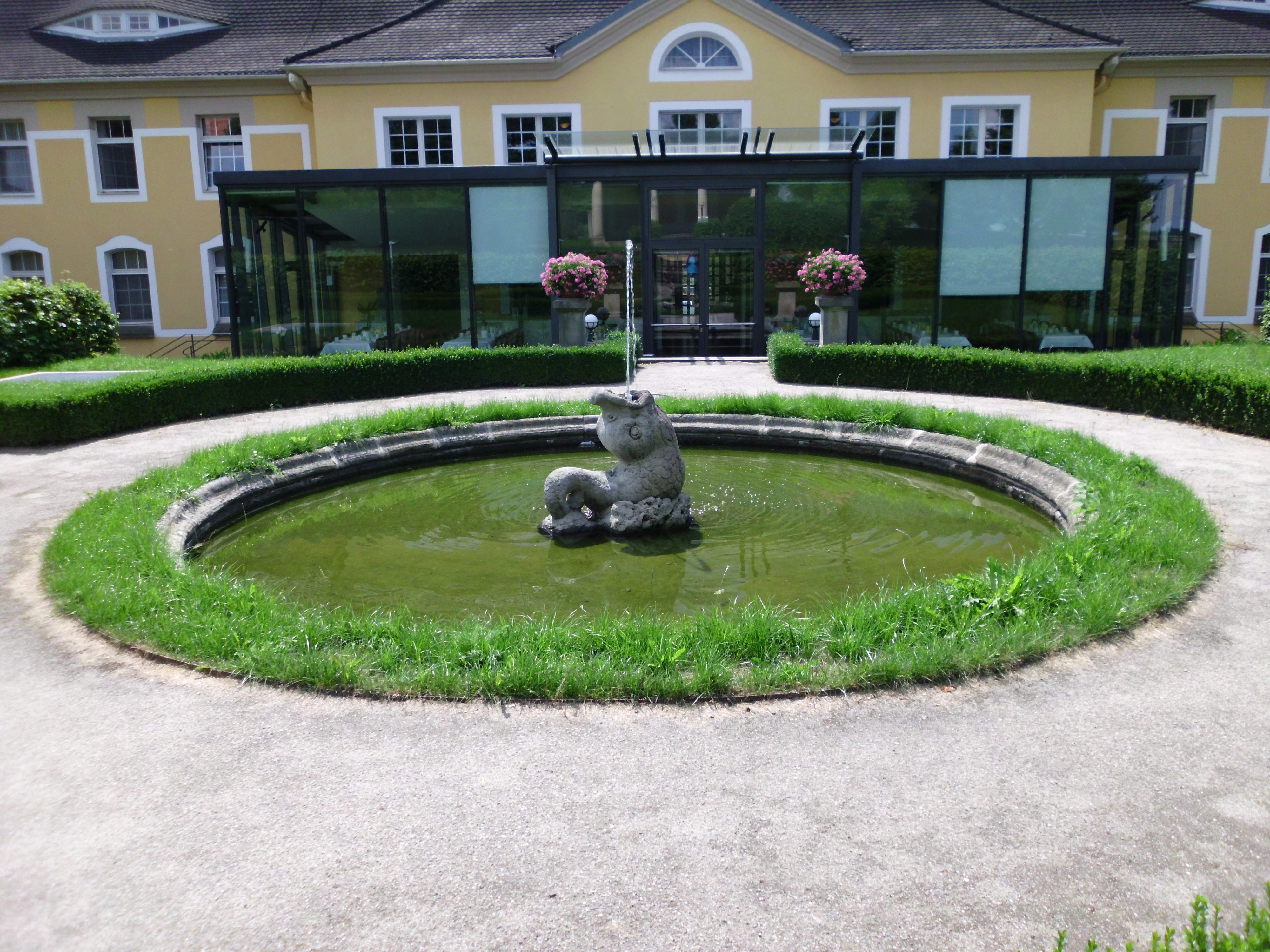
Neuzeitlicher Brunnen im Barockstil
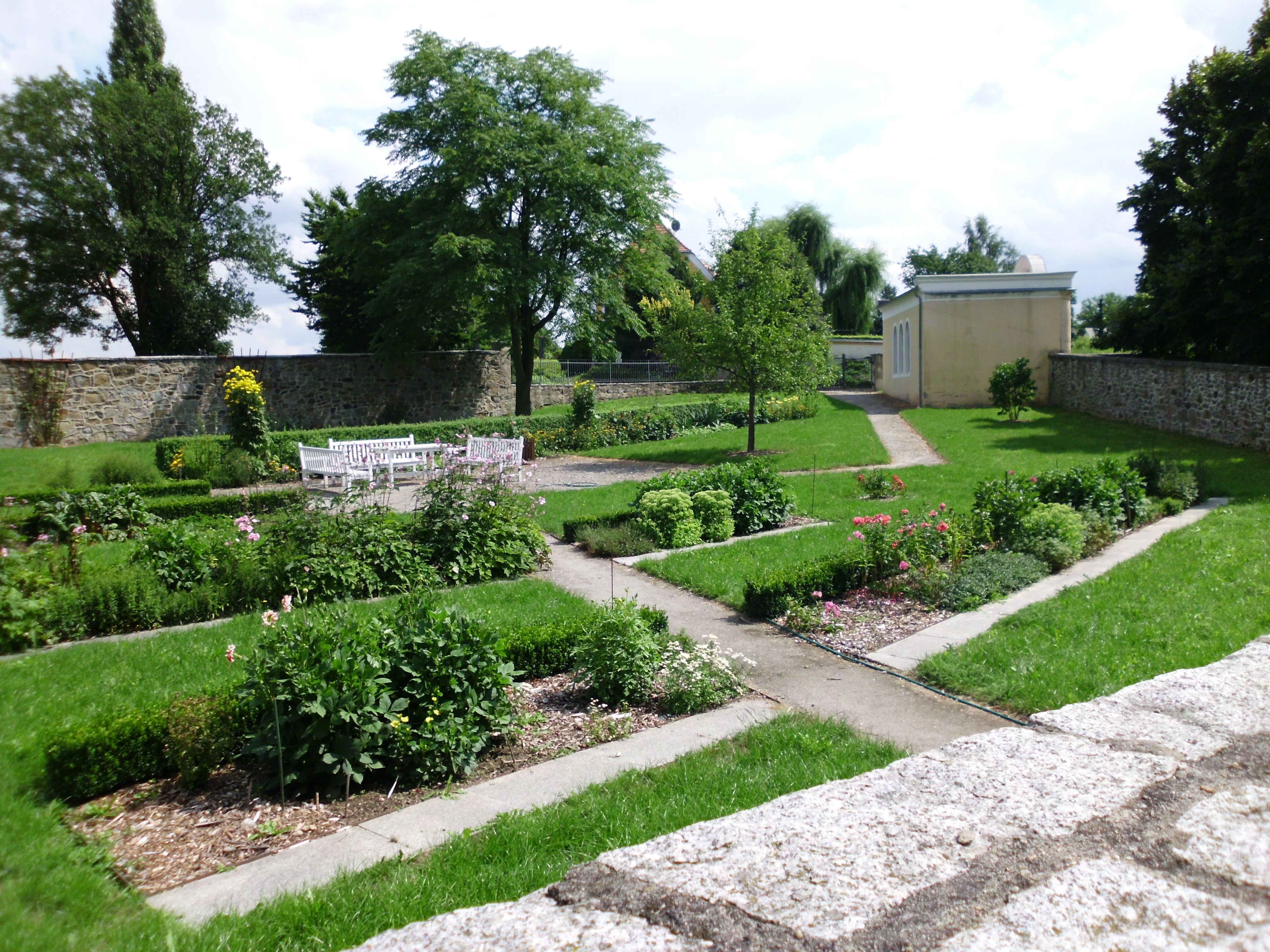
Teilansicht nördlicher Park mit Parkmauer